# میلدرد هالند
میلدرد هالند (انگلیسی: Mildred Holland؛ ۹ آوریل ۱۸۶۹ – ۲۷ ژانویه ۱۹۴۴) بازیگر تئاتر و سینما اهل ایالات متحده آمریکا بود. وی بین سال‌های ۱۸۹۰ تا ۱۹۲۷ میلادی فعالیت می‌کرد.
او بیش از ۳۵ سال در صحنهٔ تئاتر فعال بود و نخستین اثر سینمایی‌اش، فیلم کوتاه «دو رفیق قدیمی» (۱۹۱۲) بود.